# Ягодина (Болгарія)
Я́година (болг. Ягодина) — село в Смолянській області Болгарії. Входить до складу общини Борино.

## Населення
За даними перепису населення 2011 року у селі проживала 501 особа.
Національний склад населення села:
| Національність   | Кількість осіб | Відсоток |
| ---------------- | -------------- | -------- |
| болгари          | 394            | 98,3%    |
| не визначились   | 6              | 1,5%     |
| Всього відповіли | 401            |          |

Розподіл населення за віком у 2011 році:
Динаміка населення: